# Fruupp
Fruupp fue una banda británica de rock progresivo formada en el año 1971 por Vince McCusker, Stephen Houston, Martin Foye y Peter Farrelly.
Publicaron cuatro álbumes de estudio.
Se disgregaron en el año 1975, tras dos años de producción musical. El legado de Fruupp es el siguiente: "Future Legends" (1973), "Seven Secrets" (1974), "The Prince of Heaven's Eyes" (1974) y "Modern Masquerades" (1975).

## Discografía
- Future Legends - (1973)
- Seven Secrets - (1974)
- The Prince of Heaven's Eyes - (1974)
- Modern Masquerades - (1975)

### Recopilaciones
- Song For A Though de 1992 es un disco recopilatorio que incluye el tema "On A Clear Day" que sólo apareció en el lanzamiento de 100 ejemplares del álbum debut, Future Legends.

- Datos: Q1970564